# HD 81809
HD 81809 är en dubbelstjärna belägen i den norra delen av stjärnbilden Vattenormen. Den har en kombinerad skenbar magnitud av ca 5,38 och är svagt synlig för blotta ögat där ljusföroreningar ej förekommer. Baserat på parallax enligt Gaia Data Release 2 på ca 32,3 mas, beräknas den befinna sig på ett avstånd på ca 101 ljusår (ca 31 parsek) från solen. Den rör sig bort från solen med en heliocentrisk radialhastighet på ca 58 km/s.

## Egenskaper
Primärstjärnan HD 81809 A är en gul till vit stjärna i huvudserien av spektralklass G3 V, som har en väldefinierad kromosfärisk aktivitetscykel med en period på 7,3 ± 1,5 år. Den har en massa som är ca 1,4 solmassor, en radie som är ca 2,6 solradier och har ca 5,8 gånger solens utstrålning av energi från dess fotosfär vid en effektiv temperatur av ca 5 600 K.
HD 81809 är en spektroskopisk dubbelstjärna med en omloppsperiod av ca 32 år i en bana, från jorden sedd nästan från kanten. Primärstjärnans visuella magnitud är 5,610 ± 0,005 medan följeslagaren, HD 81809 B, har en magnitud av 7,115 ± 0,015. Den större stjärnan, HD 81809 A, är ovanligt uppblåst för sin ålder och sammansättning, möjligen på grund av att den uppslukat en röd dvärgstjärna med en massa av 0,36 solmassa för 1-3 miljarder år sedan.
Konstellationen är ovanlig eftersom dess utbrott inte verkar överensstämma med Waldmeiereffekten - det vill säga de starkaste utbrotten av HR 81809 är inte de som kännetecknas av det snabba utbrottet. Rörelsemässigt hör den hemma i den tjocka skivan av Vintergatan - en population av gamla, metallfattiga stjärnor.